# Màquina de fer pa

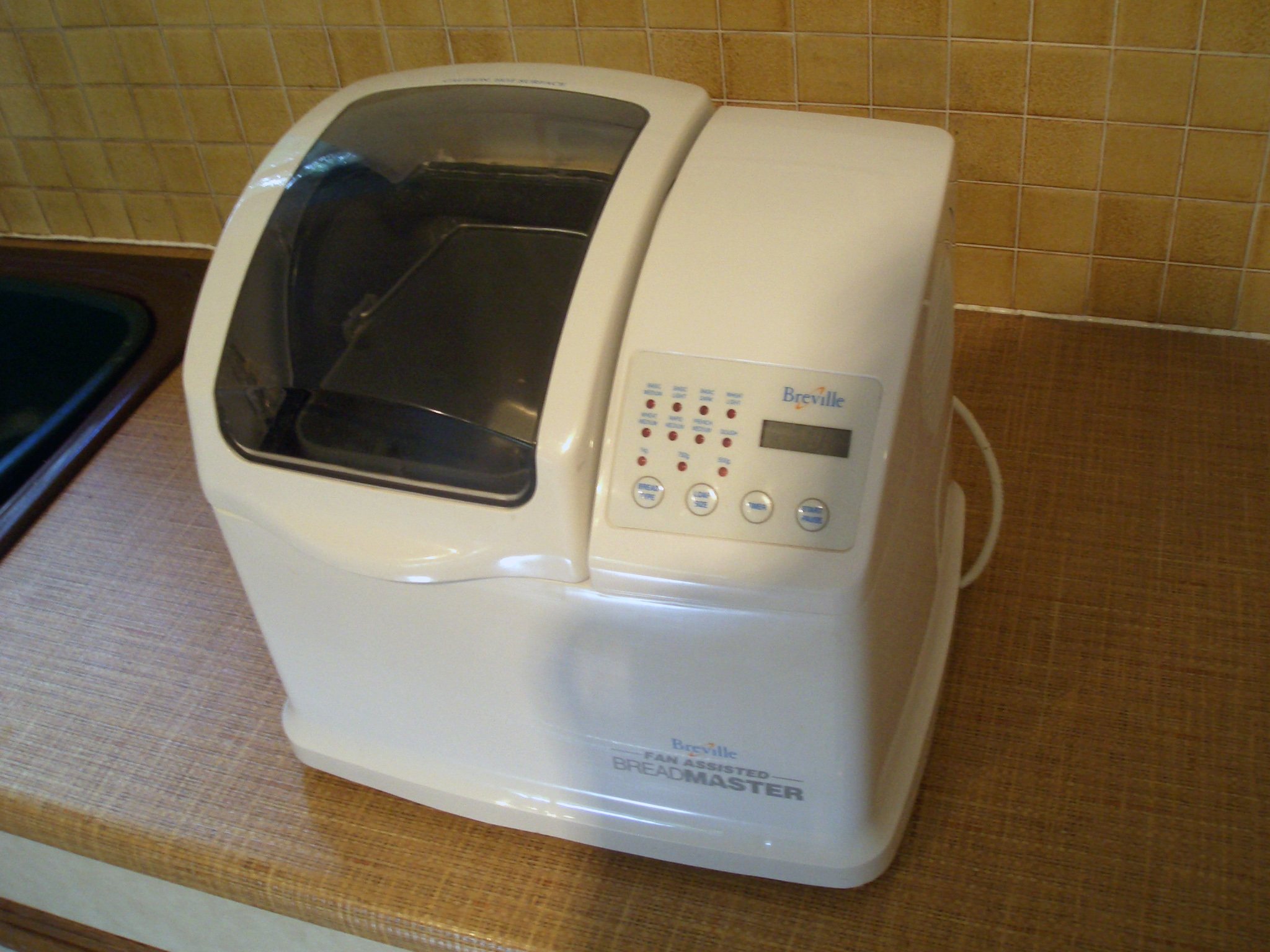
Una màquina de fer pa domèstica

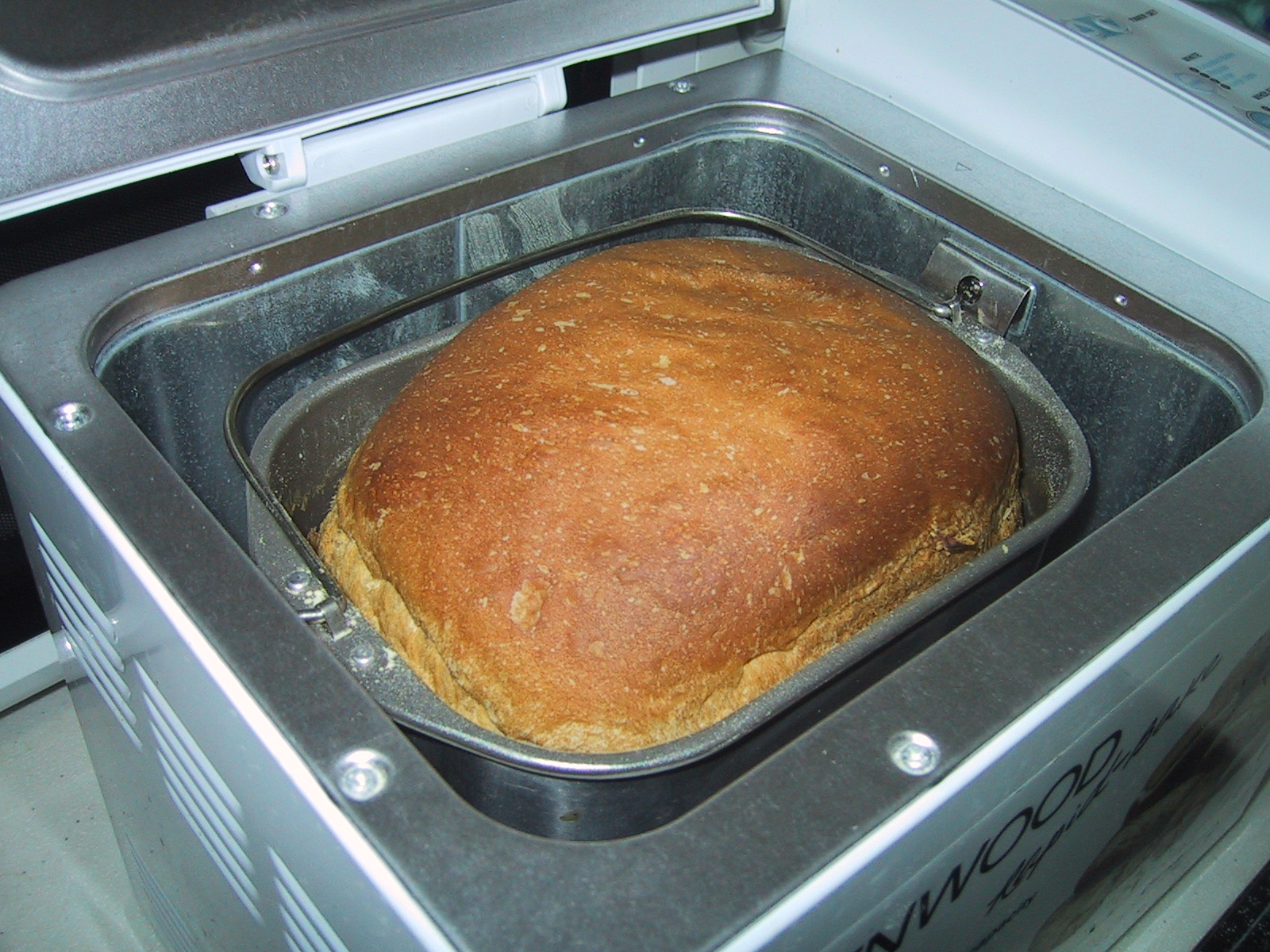
Una màquina de fer pa amb el pa acabat de fer.

Una màquina de fer pa és un electrodomèstic per fer pa, incloent-hi les fases d'amassar, fermentar, i coure el pa. L'aparell consisteix en una cubeta que inclou una o més pales d'amassar, que s'introdueix en un contenidor que de fet és un petit forn elèctric. Sol tenir un panell de control per poder programar quan s'ha d'engegar la màquina i amb un repertori de cicles o programes per a diferents tipus de massa, per exemple les de pa blanc, integral, pa francès i massa per pizza (que no es fa coure). Moltes compten també amb programes que permeten operar sense assistència, permetent els models de gamma més alta que l'usuari pugui programar-se un cicle personalitzat.

## Història
La primera màquina de fer pa va ser comercialitzada al Japó el 1986 per la companyia Matsushita Electric Industrial (actualment Panasonic). Una dècada després s'havia popularitzat al Regne Unit, Austràlia i els Estats Units. Encara que no resulten adequades per a ús industrial per raó de la grandària fixa de les llesques i al seu limitat cicle de vida, les màquines de fer pa sovint donen millors resultats quan s'empra massa pastada a mà.

## Ús i característiques
Per elaborar una barra de pa, els ingredients es mesuren i s'introdueixen en el motlle en un ordre concret (normalment els líquids primer, amb els ingredients sòlids després) i llavors es col·loca el motlle dins de la màquina. L'ordre dels ingredients és important perquè el llevat de fleca emprat en les màquines de fer pa s'activa en contacte amb l'aigua, per la qual cosa s'han de mantenir ambdós separats fins a l'inici del programa.
La màquina necessita unes hores per a fer una barra de pa, primer barrejant els ingredients usant la pala fins a obtenir la massa, i després coent-la. Un cop cuit el pa, s'extreu el motlle de la màquina per treure'n la peça de pa acabada. La pala, que queda al fons de la barra, es retira (deixant una esquerda amb la seva forma). La forma del producte final solia ser una mica inusual, ja que molts dels primers models produïen barres de pa verticals, quadrades o cilíndriques molt diferents de les industrials, si bé els models més recents tenen un motlle horitzontal que dona una forma més tradicional.
Les receptes per a les màquines de fer pa solen emprar menors quantitats que les normals, i sovint es calculen a partir de la capacitat del motlle (les més comunes als Estats Units són de 700 g, de manera que moltes receptes estan escrites per a aquesta capacitat, encara que no és l'única disponible al mercat). Es comercialitzen paquets amb mescles específicament elaborades per a les màquines de fer pa, que contenent els ingredients en les quantitats adequades, incloent-hi la farina i el llevat, així com saboritzants i ocasionalment condicionadors de massa, en general només cal afegir-hi l'aigua.
Les màquines de fer pa no solen funcionar bé amb farines que no siguin de blat, de manera que les receptes que inclouen una quantitat important de sègol o blat de moro, que no tenen gluten, no s'hi fan gaire bé, així com qualsevol tipus de massa que incorpori una quantitat molt alta de líquid (com ara la  xapata).
Normalment, el pa elaborat a casa es fa malbé abans que l'industrial perquè no conté conservants. No obstant això, és possible (encara que complicat) utilitzar massa mare o alguna massa prefermentada en les receptes, si la màquina és prou ràpida per fer-la pujar. La massa mare conté un cultiu simbiòtic de llevat i lactobacils: el llevat dona una mica de sabor i el diòxid de carboni necessari per fer pujar la massa, mentre que l'àcid làctic produït pels lactobacils millora bastant la conservació del pa a part d'afectar el seu sabor, la massa prefermentada proporcionen alguns d'aquests beneficis a part d'una major predictibilitat.
Les màquines de fer pa incorporen sovint un temporitzador per controlar quan ha de començar el procés d'elaboració. Això permet, per exemple, carregar els ingredients a la tarda, però no començar l'elaboració fins a la matinada següent, de manera que es pugui tenir pa acabat de fer a l'hora d'esmorzar. Alguns models poden cuinar altres coses a part de pa, com melmelada sobre  mochi, un tipus de pastís d'arròs japonès. Una de les innovacions més recents és la capacitat d'afegir automàticament fruits secs o fruita durant el procés de pastat.
Tradicionalment, les màquines de fer pa triguen de 3 a 4 hores en preparar una peça de pa. No obstant això, recentment han començat a popularitzar-se programes ràpids, molts dels quals són capaços de produir en una peça en menys d'una hora. El pa resultant no és tan bo, però per a molts usuaris és una característica útil.